# David Ruffin
David Ruffin (né Davis Eli Ruffin) est un chanteur américain de soul né le 18 janvier 1941 et mort le 1er juin 1991. Il est le chanteur principal du groupe The Temptations de 1964 à 1968, pendant la période dite « Classic Five » du groupe. Parmi ses interprétations de chansons du groupe, on peut citer My Girl ou encore Ain't Too Proud to Beg. Il quitte le groupe en 1969 pour mener une carrière solo pendant laquelle il sortira une dizaine d'albums.
Sa voix de baryton lui vaut d'être classé en 2008 parmi les 100 meilleurs chanteurs de tous les temps (65e rang) par le magazine Rolling Stone. Il entre en 1989 au Rock and Roll Hall of Fame.

## Biographie
David Ruffin est né le 18 janvier 1941 à Whynot (Mississippi) d'un père pasteur baptiste, Éli, et d'Ophélia Davis, qui meurt quelques mois après sa naissance. Son père se remarie très rapidement, en 1942, avec Earline, une institutrice. Le jeune David Ruffin voyage avec son père, ses frères Quincy et Jimmy, ainsi que sa sœur Rita Mae à travers les États-Unis pour chanter dans une chorale de gospel, en première partie de Mahalia Jackson et des The Five Blind Boys of Mississippi. Il chante aussi entre autres dans la chorale de l'église Méthodiste de Mount Salem. Il quitte le domicile familial en 1955, alors âgé de 14 ans, avec pour objectif de continuer son ministère à Memphis.
Durant l'été 1969, il se produit en solo au Harlem Cultural Festival.
Après avoir terminé une tournée réussie d'un mois en Angleterre avec Kendricks et Edwards, Ruffin décède le 1er juin 1991, d'une overdose accidentelle de cocaïne. Les funérailles ont lieu à l’Église baptiste Nouvelle Béthel .
Aretha Franklin et Stevie Wonder chantent pendant ses obsèques, financées en partie par Michael Jackson. Il est enterré au cimetière de Woodlawn (en) à Détroit.

## Discographie autre qu'avec les Temptations

### Albums
- My Whole World Ended (1969)
- Feelin' Good (1969)
- David Ruffin (1973)
- Me And Rock N Roll Are Here To stay (1974)
- Who I Am (1975)
- Everything´s Coming Up Love (1976)
- In My Stride (1977)
- At His Best (1978)
- So Soon We Change (1979)
- Gentleman Ruffin (1981)
- David (2004)

#### avecJimmy Ruffin
- I Am My Brothers Keeper (1970)

#### avecEddie Kendricks
- Ruffin & Kendrick (1987)

#### avecHall & Oates
- Live At The Apollo with David Ruffin & Eddie Kendrick (1985)

### Solo-Hits
- My Whole World Ended (USA # 10) (1969)
- Walk Away From Love (USA # 8) (1975)